# Безжична сензорна мрежа
Безжичната сензорна мрежа се състои от разпределени в пространството автономни, безжични сензорни платформи (възли).
Те включват си един или няколко сензора, приемопредавател, даващ възможност за безжична комуникация, и управляващ изчислителен блок. Изключително се използват за измерване на различни физични величини като температура, влажност на въздуха, инфрачервена светлина, вибрации, налягане, химически сензори и други. Безжичната им комуникация и малкия им размер позволяват покриване на големи площи като гори, мостове и сгради.

## Приложения
Основната мотивация зад безжичните сензорни мрежи е, че тази нова технологична визия отворя врати не само към много нови приложения, но и към подобряването и улесняването на вече съществуващи такива.

### Интелигентни сгради
Множество сгради имат огромно количество разсип на енергия поради своето неефективно отопление, вентилация и климатизация (ОВК). Многовъзловите безжични сензорни мрежи позволяват наблюдението и контролирането на тези величини в реално време и с високо резолюция, което води до енергийно ефикасни помещения. Освен това, решения базирани на тези безжични мрежи изключват скъпо и много често неудобно окабеляване на тези помещения.

### Регионно наблюдение
Множество сензори се монтират в регион, където определено явление ще се наблюдава. Типичен пример е използването на безжична сензорна мрежа за наблюдаване на военно вражеско нашествие в определен регион.

### Откриване и сигнализиране на горски пожари
Множество сензорни възли се монтират в гора, за да може своевременно да се засече избухването на пожар, да се локализира и съответно да бъдат сигнализирани съответните власти. За разкриването на самия пожар, сензорните възли използват температурни сензори, сензори за влажност и сензори за газове, които се създават от огъня в гората.

## Хардуерни компоненти

### Микроконтролер
Микроконтролерът е ядрото на безжичния сензорен възел. Част от неговите функции са събиране на данни от сензорите, обработване на тези данни и съответно решаване къде и как тези данни ще бъдат изпратени до други възли в мрежата. Той трябва да изпълнява различни програми, вариращи от критично бързо обработване на сигнали и комуникационни протоколи до самите програмни приложения.
Микроконтролерът е предпочитан за основно ядро за безжичните сензорни възли пред други решения като микропроцесори или цифрови интегрални схеми, съдържащи програмируема логическа матрица (FPGA). Основни причини за това са неговите характеристики като енергоефективен изчислителен блок, възможността му да се свързва лесно с други устройства и вградената памет.

### Памет
Памет с произволен достъп (RAM) се използва от безжичния сензорен възел за съхраняване на междинните данни от сензорите, пакети от други възли в безжичната мрежа и т.н. Друг вид памет, типична за безжичните сензорни възли е ROM паметта. Тя се използва за съхраняване на програмния код, тъй като за разлика от RAM паметта при прекъсване на захранването данните съхранени върху нея не се губят. В много случаи флаш-паметта може да замени ROM паметта. Главната разлика между двете е, че четенето и писането на информация от и във флаш-паметта може да се извършва на блокове, а не на байт за секунда време както е при ROM паметта.

### Сензори
Безжичен сензор (Wireless sensor – WS) е все по-широко използван в съвременните технологии. Той е неделима част от безжичните сензорни мрежи. WS представлява съвкупност от сензорен елемент или няколко сензорни елемента за различни величини, управляващ блок (Microcontroller, Microcontroller Unit, Processor), памет и приемопредавател. Цифровите сигнали от изхода на аналоговоцифровия преобразувател постъпват в управляващия блок и той ги записва в паметта. Данните се извличат от паметта през определен интервал от време и чрез приемопредавателя се излъчват от антената. Част от паметта се използва за записване на програмата за работа на сензора. Необходимо е също безжичните сензори да имат малка постояннотокова консумация и да се включват за кратък интервал от време, в който да събират и изпращат данни, след което те преминават в режим на очакване (Sleep Mode).

### Приемопредавател
Приемопредавателят се използва за обмяна на информация между различните възли в безжичната сензорна мрежа. Комуникацията в мрежата се извършва чрез радио честотни вълни, тъй като този вид безжична комуникация отговаря по най-добър начин на изискванията на мрежата, а именно дава възможност за сравнителен дълъг обсег и висока скорост на обмен на информация на цената на разумен разход на енергия. Чистотният спектрум варира между 433 MHz и 2,4 GHz.

### Захранващ източник
Традиционният захранващ източник на безжичния сензорен възел са две литиеви батерии по 1,5 V. Възобновяеми източници на енергия като фотоволтаични батерии и силата на вятъра са често срещан метод целящ удължаване живота на безжичните възли.

## Характеристики
Основните характеристики на безжичната сензорна мрежа са:
- Консумация на енергия, възможност за захранване на възлите чрез батерия
- Мобилност на възлите
- Прекъсване на комуникацията
- Разнородност на възлите
- Възможност за разрастване
- Способност да издържа при тежки условия
- Лесен начин на употреба